# Meksyk (stan)
Meksyk (hiszp. México) – stan w południowo-środkowym Meksyku. Graniczy ze stanami: Hidalgo (na północy), Tlaxcala i Puebla (na wschodzie), Morelos i Guerrero (na południu), Michoacán (na zachodzie).

## Podział administracyjny
Stan dzieli się na 125 gmin (hiszp. municipios).

## Historia
Ślady bytności człowieka na tym terenie pochodzą z okresu ok. 5000 p.n.e. Było to miejsce, w którym istniało kilka ważnych dla kultury całego Meksyku cywilizacji. Byli to m.in. Olmekowie oraz Toltekowie, którzy zasłynęli ze swoich ośrodków religijnych. W momencie przybycia Hiszpanów do Meksyku Toltekowie zamieszkiwali nizinne obszary wokół azteckiej stolicy – Tenochtitlánu. W 1521 miasto Azteków zostaje zrównane z ziemią, a większość jego mieszkańców wymordowana lub zagłodzona w wyniku długotrwałego oblężenia.
W 1523 osiedlają się tu holenderscy franciszkanie (z polecenia Kościoła Rzymskokatolickiego), niedługo po nich przybywają zakony dominikanów i jezuitów, którzy prowadza akcję nawracania Indian. Oprócz wiary katolickiej Hiszpanie przynoszą ze sobą epidemie różnych chorób, które dziesiątkują tutejsze społeczności indiańskie (liczba Indian spada w ciągu jednego stulecia z 2 mln do zaledwie 200 tys.).
Hiszpańscy kolonizatorzy czynią z regionu zaplecze rolne dla stołecznego miasta Meksyku, które przez XVII i XVIII wiek pozostaje głównym centrum kulturalnym i gospodarczym Nowej Hiszpanii. Ruch niepodległościowy miał tu stosunkowo silne oparcie. Po zwycięstwie nad rojalistami pod Las Cruces w 1810 r. powstańcy opanowali region, ale niedługo potem znowu go utracili po tym jak stracony został jeden z przywódców rebeliantów – José María Morelos. Ostatecznie w 1821 powstańcy pokonują hiszpańskie wojska kolonialne. W 1827 wydzielenie miasta Meksyk jako stolicy kraju spowodowało konieczność przeniesienia ośrodka administracyjnego stanu do Toluca.
W 1847, podczas wojny amerykańsko-meksykańskiej, stan był chwilowo okupowany przez armię amerykańską. W połowie XIX w. toczyły się tu zacięte walki o władzę pomiędzy stronnictwami liberałów i konserwatystów. Okres gospodarczej pomyślności pojawił się za dyktatorskich rządów Porfirio Díaza. Wybudowano wtedy nowe połączenia kolejowe i drogowe, z drugiej strony w siłę rośli lokalni posiadacze ziemscy i duchowieństwo.
W 1910, tak jak w reszcie kraju, tak i tutaj rozpoczyna się walka sił opozycyjnych z dyktaturą Diaza, jest to początek rewolucji, która zakończyła się dopiero pod koniec lat 20. Dodatkowo dochodzi do zaburzeń wśród chłopów, którzy są niezadowoleni ze struktury własności ziemi, która w ogromnej większości należy do obszarników. W 1917 od stanu zostaje odłączona część terytorium, co było związane z utworzeniem nowej jednostki administracyjnej w postaci Dystryktu Federalnego. Okres XX wieku to lata eksplozji demograficznej i szybkiego rozwoju gospodarczego.

## Warunki geograficzne i klimatyczne
Przez stan Meksyk przebiegają trzy łańcuchy wulkaniczne. Na zachodzie znajdują się góry Monte Alto a w centralnej części pasmo Las Cruces, na wschodzie natomiast Sierra Nevada.
Północna część regionu ma płaskie ukształtowanie, z nielicznymi wzgórzami. Na południu teren jest bardziej górzysty i poprzerywany wąwozami. Zachód jest równinny, chociaż występują tu też mniejsze pasma górskie, w części środkowej rozmieszczone są szerokie doliny otoczone przez rozległe wzniesienia. Jednym z największych wulkanów jest Iztaccíhuatl (5,286 m).
Główne rzeki stanu Meksyk to m.in.: Lerma, Tula, Moctezuma i Pánuco. Niektóre regiony (np. Dolina Cuautitlán-Texcoco) nie mają żadnych zasobów wodnych.
Klimat różni się w zależności od poszczególnych rejonów. W dolinach ma on charakter suchy i gorący. Wokół stolicy, Toluca (2638 m n.p.m.), jest on chłodniejszy. Średnia temperatura w Toluca wynosi od 6 °C w styczniu do 16 °C w czerwcu, średnia opadów natomiast od 800 do 900 mm.
Wschodnia część stanu porośnięta jest przez lasy sosnowe z domieszką dębu i jodły. W dolinach występują kaktusy, tykwy oraz sucholubne krzewy. Na faunę zwierzęcą składają się m.in. ostronosy oraz jelenie. Występują tu liczne gatunki ptaków, takie jak np. jastrzębie oraz wędrujących motyli.

## Gospodarka
Gospodarka stanu opiera się głównie na przemyśle i górnictwie. Dużą rolę odgrywa turystyka. Najważniejsze gałęzie przemysłu to: przemysł spożywczy, samochodowy, chemiczny, tekstylny, maszynowy i elektryczny. Swoje zakłady mają tu liczne międzynarodowe koncerny (np. Ford, Nissan i Motorola). Dla turystów wytwarza się drobne przedmioty, obejmujące drewniane rzeźby, ceramikę, kamienne figurki itp.
Rolnictwo opiera się zarówno na dużych, jak i małych gospodarstwach, w których uprawia się: mango, awokado, papaję. Z tym, że owoce wymagają nawadniania, na nienawadnianych polach sieje się kukurydzę, pszenicę, fasolę i pomidory.

## Turystyka
Znajduje się tu 9 parków narodowych. Głównymi atrakcjami są w nich dwa głębokie jeziora znajdujące się w wulkanicznym kraterze (Park Narodowy Nevado de Toluca) oprócz tego celem wycieczek są same wulkany (Popocatépetl i Iztaccíhuatl - Park Narodowy Izta-Popo). Często odwiedzane są ruiny azteckiego miasta religijnego - Teotihuacánu, z ruinami słynnych Piramid Słońca i Księżyca.

## Galeria

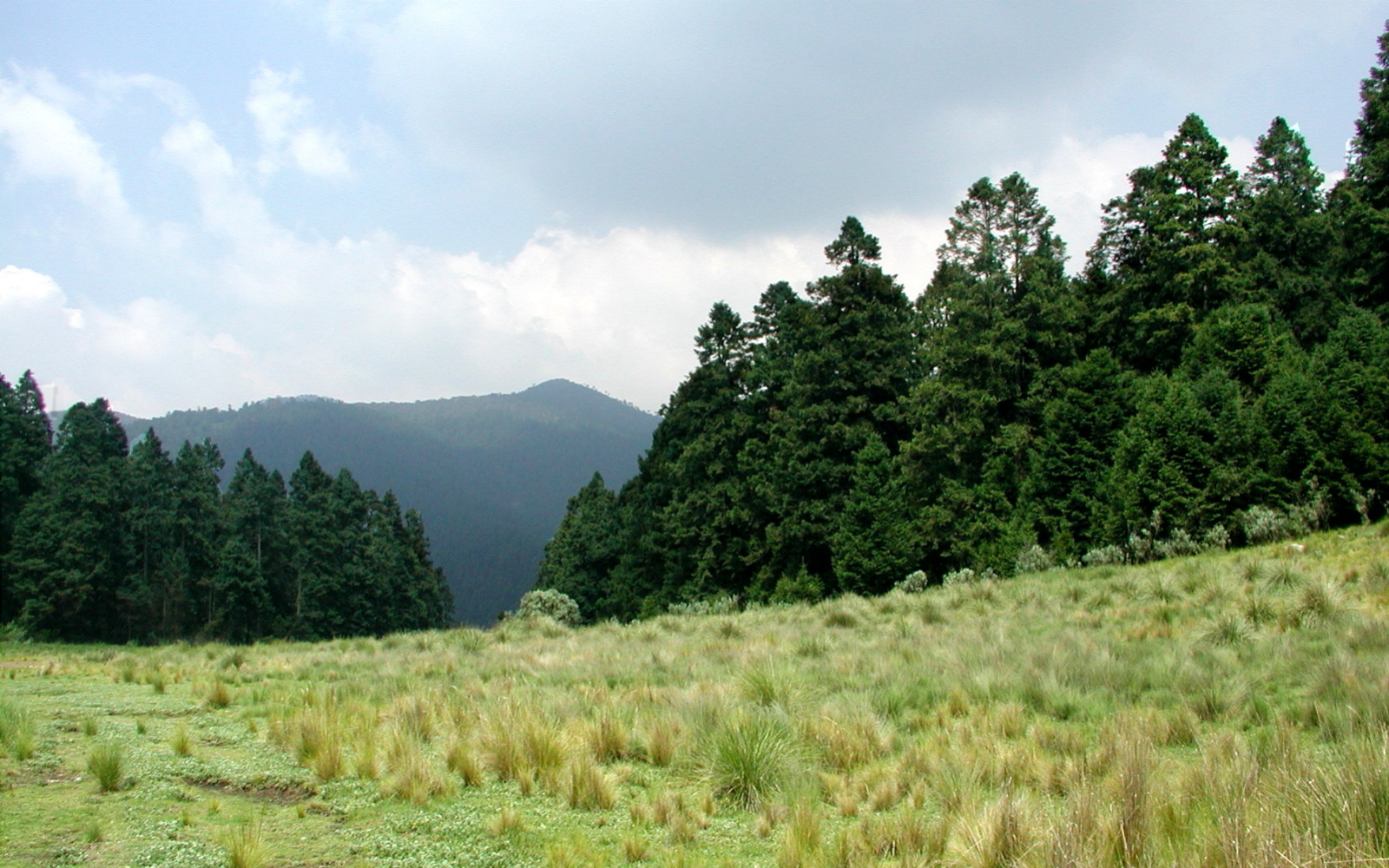
Lasy sosnowe w stanie Meksyk
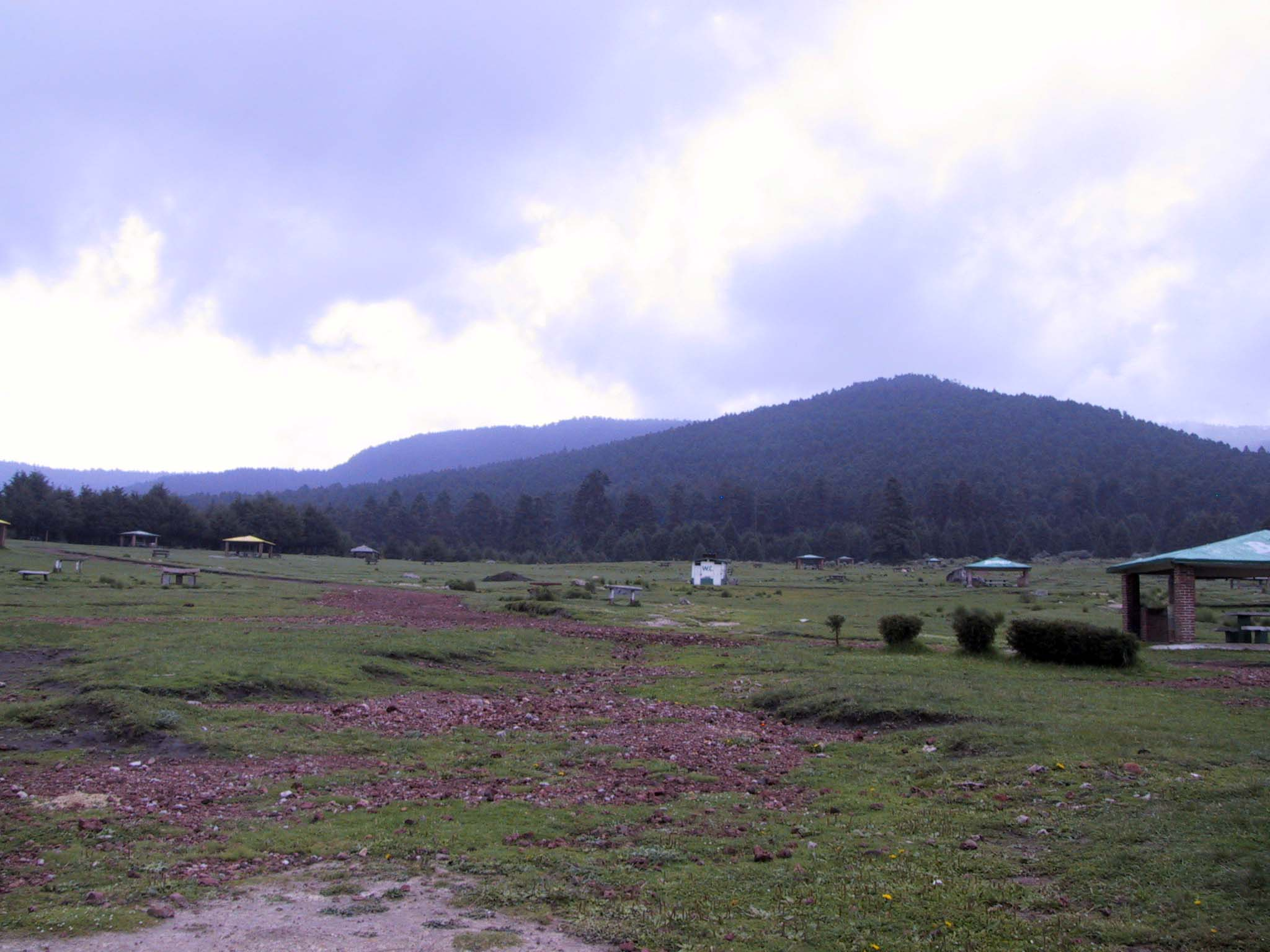
La Marquesa (Parque Nacional Insurgente Miguel Hidalgo y Costilla)
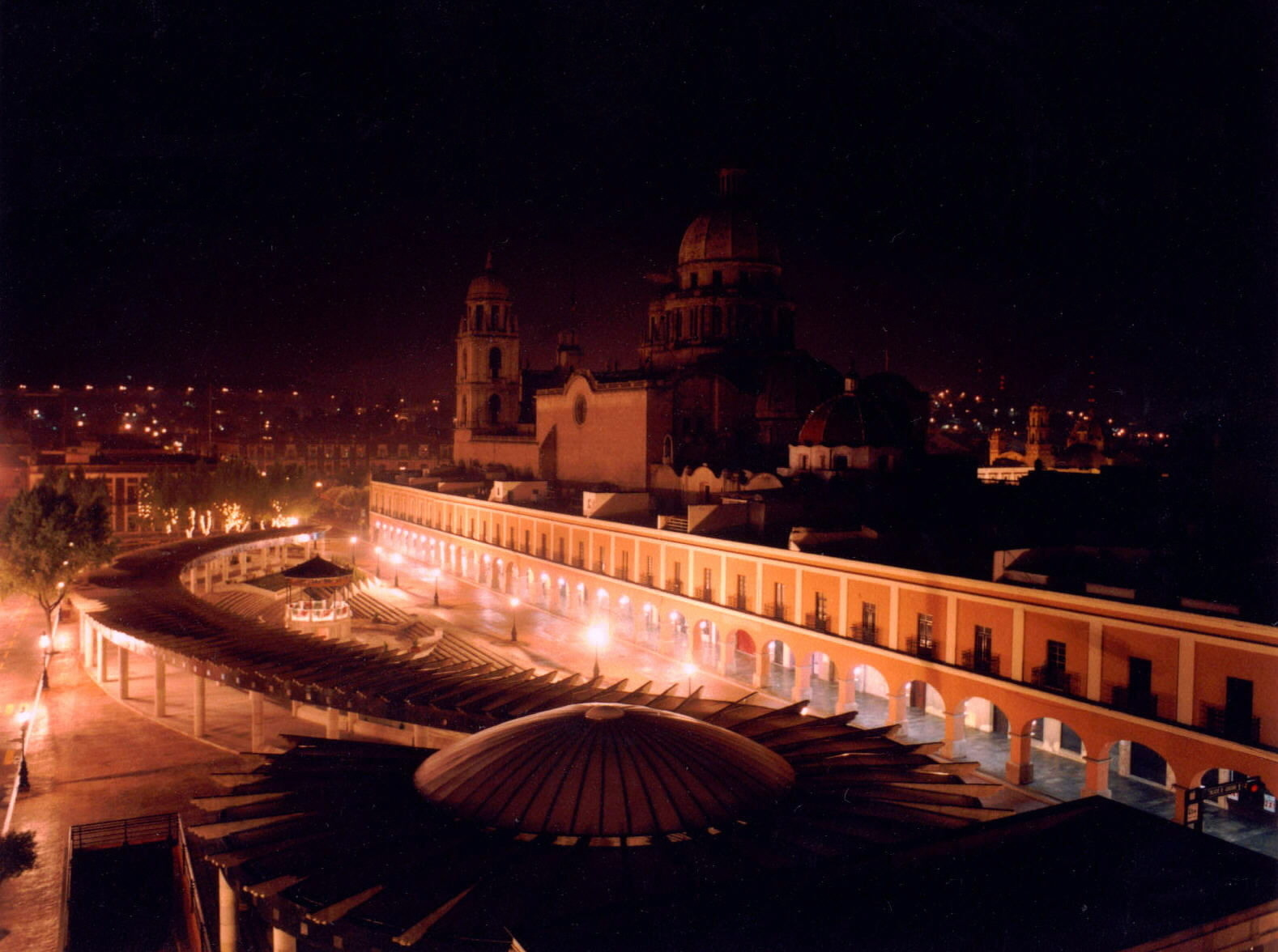
Toluca
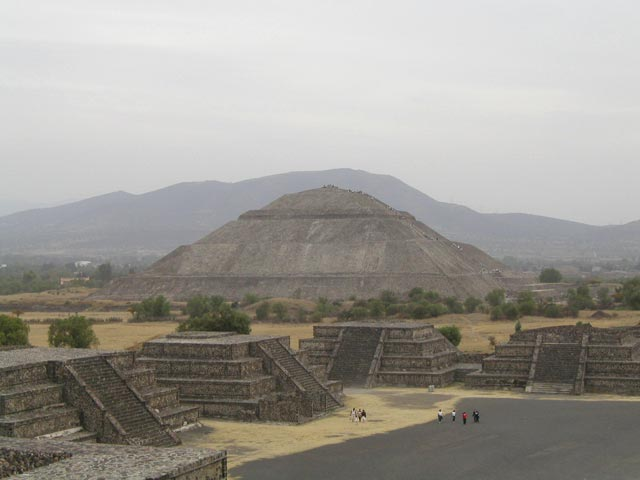
Teotihuacan
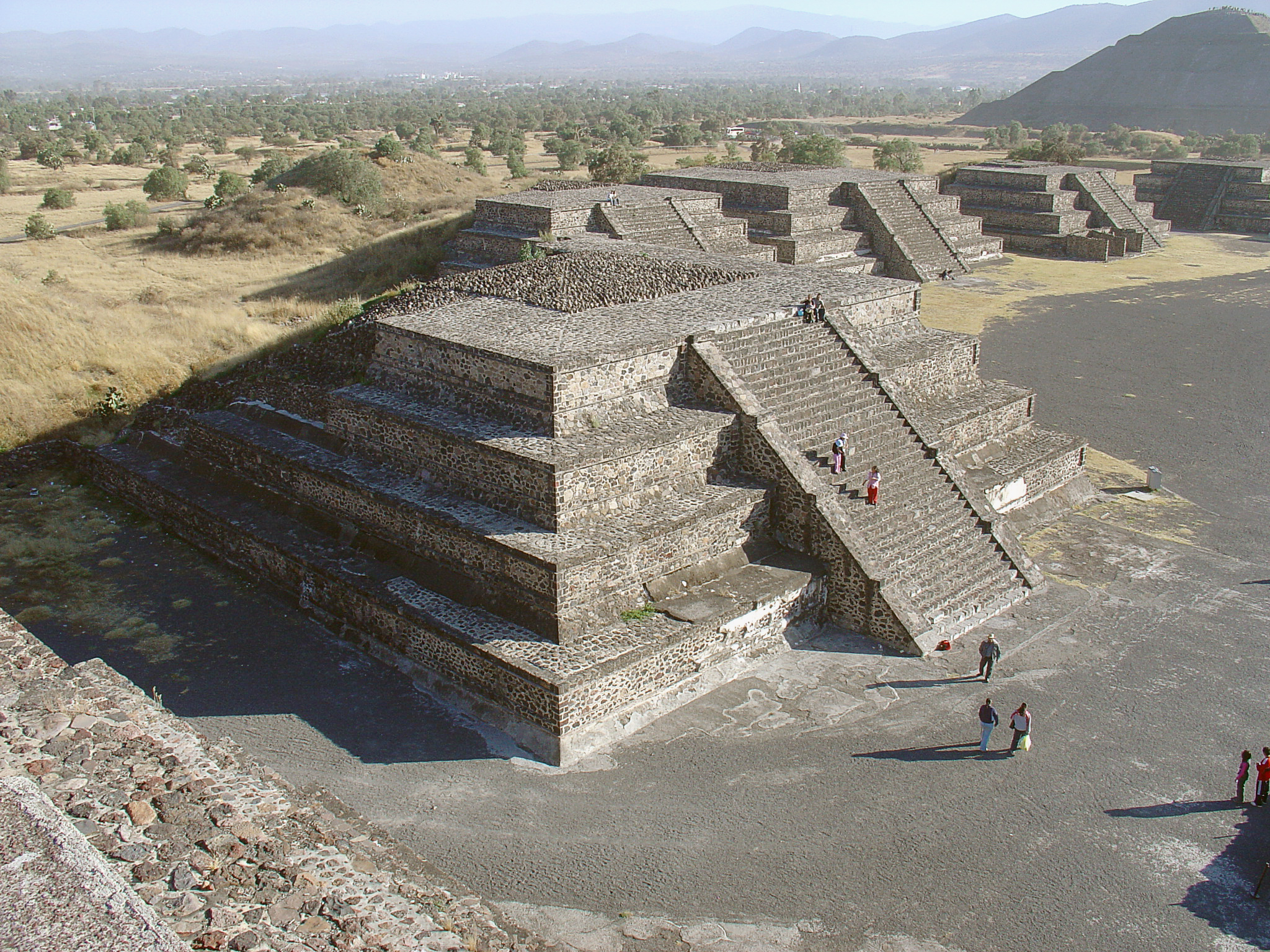
Mała piramida w Teotihuacanie